# Лісовоз

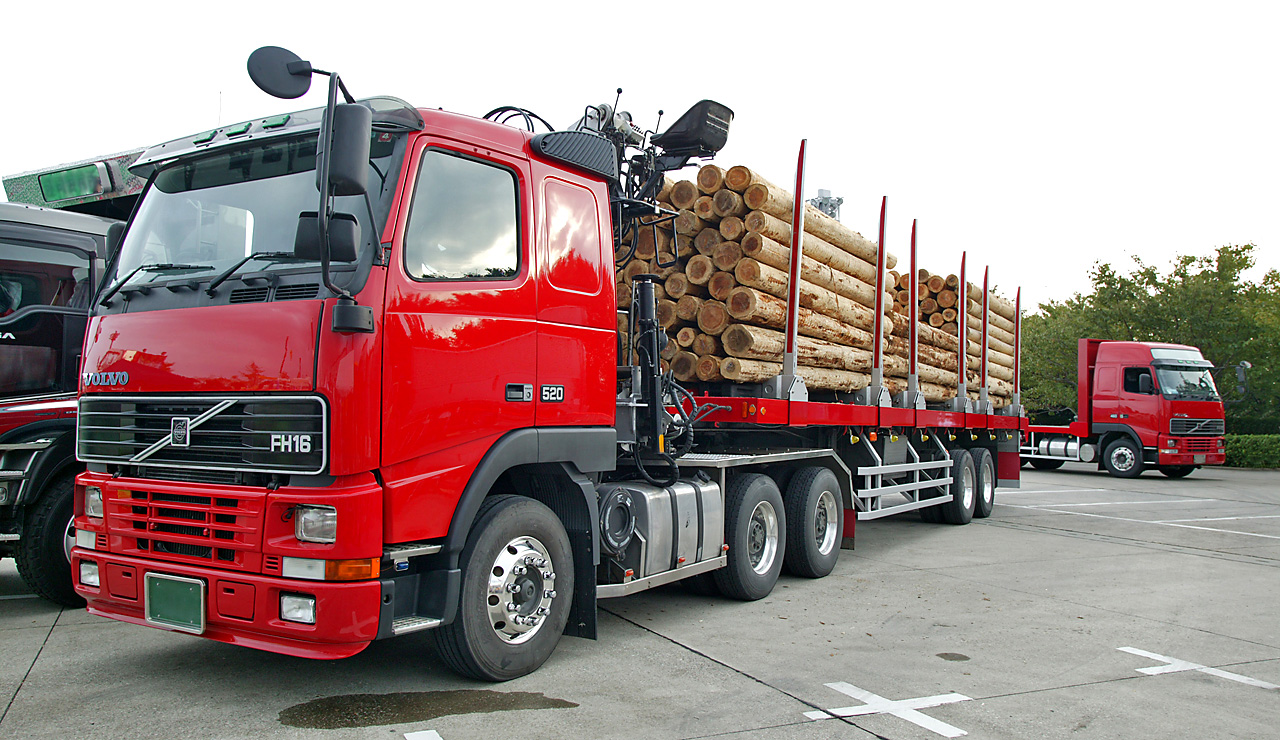
Лісовоз Volvo FH.

Лісовоз — спеціальний транспортний засіб, призначений для перевезення колод, брусів тощо. Лісовози поділяють на дорожні, які призначені для доставки сировини у пункти збуту, та позашляхові, що займаються вивезенням деревини з лісу та транспортуванням до деревооброблювального підприємства або різного роду пилорам. Функцію дорожнього лісовоза може виконувати як і спецавтомобіль, так і звичайний вантажний. Оскільки позашляхові для перетнутої місцевості та безпосередньо в лісі працюють у важких умовах бездоріжжя та навантажень, їх будують на базі вантажних авто підвищеної прохідності, при цьому встановлюючи додаткове обладнання для навантаження-розвантаження та додатково укріплюючи кузов. На території країн колишнього СРСР лісовози будували на базі таких автомобілів, як ЗІЛ-131, КамАЗ-4310, Урал-4320, рідше Урал-377.

## Конструкція
Незалежно від компонування та базування має спеціальну конструкцію для укладання вантажу у вигляді кількох П-подібних сталевих каркасів, з пилкоподібною нарізкою знизу, для кращого утримання вантажу. Приблизно в половині випадків доповнюється краном-маніпулятором. Лісовоз майже завжди базується на шасі підвищеної прохідності.

## Робота
1. Укласти на дно кріпильні ланцюги чи ремені.
2. Розпочати завантаження по одній або по кількох колодах.
3. Закріпити ремені (ланцюги).

Після приїзду на склад або комбінат вивантажується весь штабель на кріпильних ременях, які заміняють, як правило, новими, рідше — старими. Те ж відбувається при перевалці в портах і на залізничних станціях за допомогою крана. Розвантаження маніпулятором цілого штабеля неможливе.

## Машини та вагони

### Активні причепи
Часто лісовозні причепи забезпечуються провідними мостами, які включаються при пробуксуванні тягача. Передача обертання здійснюється через:
- Вал відбору потужності (КамАЗ і GINAF), гідравлічний привод (Урал), пневматичний привод (Volvo і Renault), електропривод (можливий в перспективі на гібридних версіях), зчленовані лісовози (форвардери).

- Форвардер Ponsse. Подібні типи лісовозів (форвардери) створюються на базі тракторів зчленованого типу, відрізняються найбільш високою прохідністю, але їм бракує швидкості на нормальних дорогах. Їхня швидкість не перевищує 30–40 км/год.

- Кіровець
- Wilma
- Timberjack
- Ponsse
- John Deere

### Вагони

#### Вагони-зчепи з сортиментом
На великі відстані ліс та інші пиломатеріали перевозяться здебільшого залізницею у вагонах, призначених для перевезення лісових вантажів. Перевезення лісу по залізницях вузької колії може проводитися в сортименті та в хлистах. Для перевезення сортименту використовують платформи, на які додатково встановлені металеві стійки. Для перевезення лісу в хлистах використовуються вагони-зчепи. Вагон-зчеп складається з двох однакових напівзчепів, які між собою з'єднуються тягою (довжина тяги встановлюється залежно від довжини хлистів).

#### Вагони-зчепи з хлистами
- Вагон-зчеп вузькоколійний для перевезення сортименту і хлистів[1] по вузькоколійних залізницях (вантажопідйомність 27 тонн).
- Вагон, платформа вузькоколійна (з вертикальними стійками) для перевезення сортименту та хлистів по вузькоколійних залізницях (вантажопідйомність 10–23 тонни).[2]
- Вагон-платформа обладнана металевими стійками та призначена для перевезення лісових вантажів залізницею широкої колії.[3]

#### Виробники вагонів
- Уралвагонзавод
- Тверський вагонозавод
- Алтайвагон
- Камбарський машинобудівний завод

## Фотогалерея

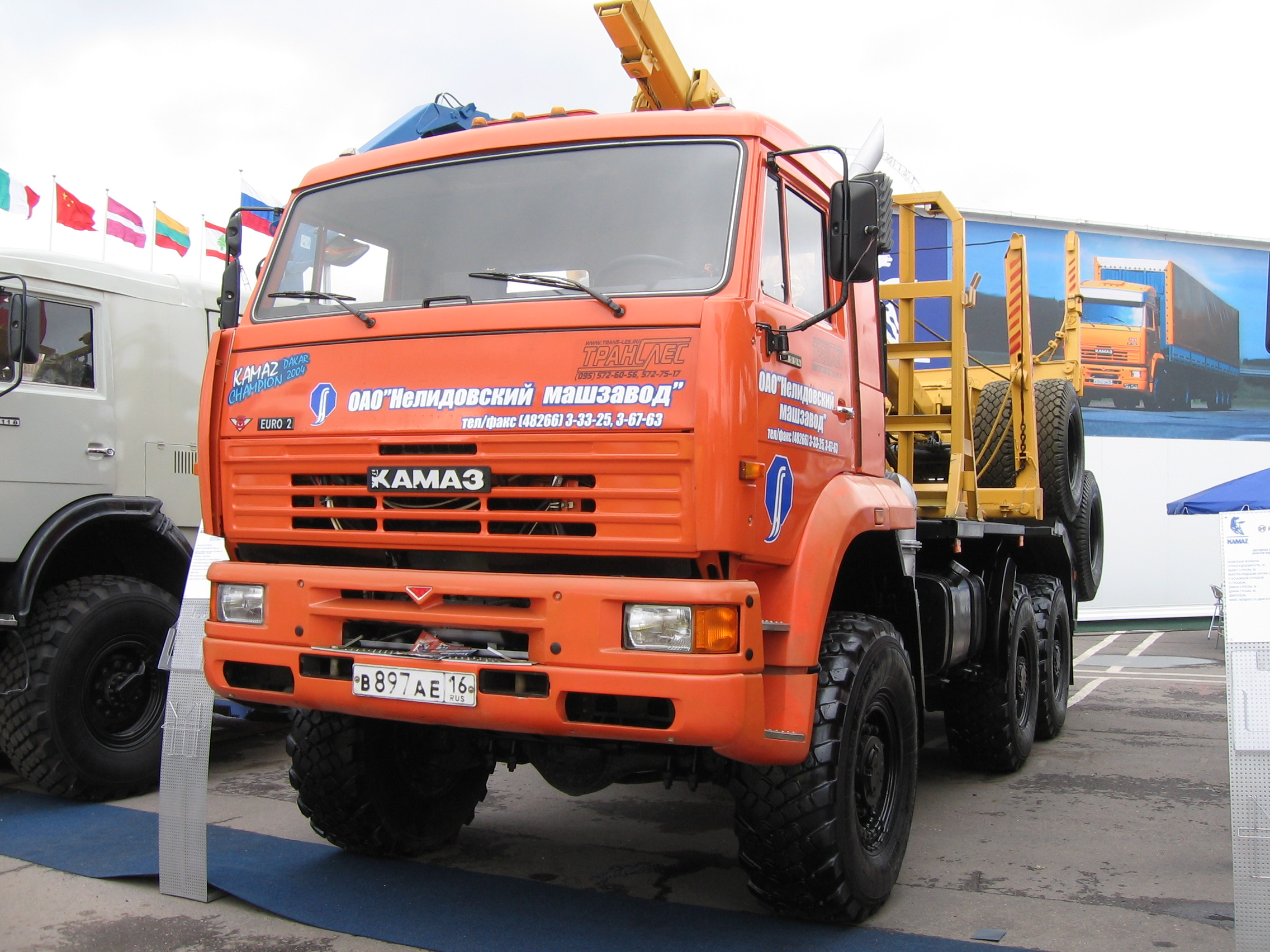
КамАЗ-6522
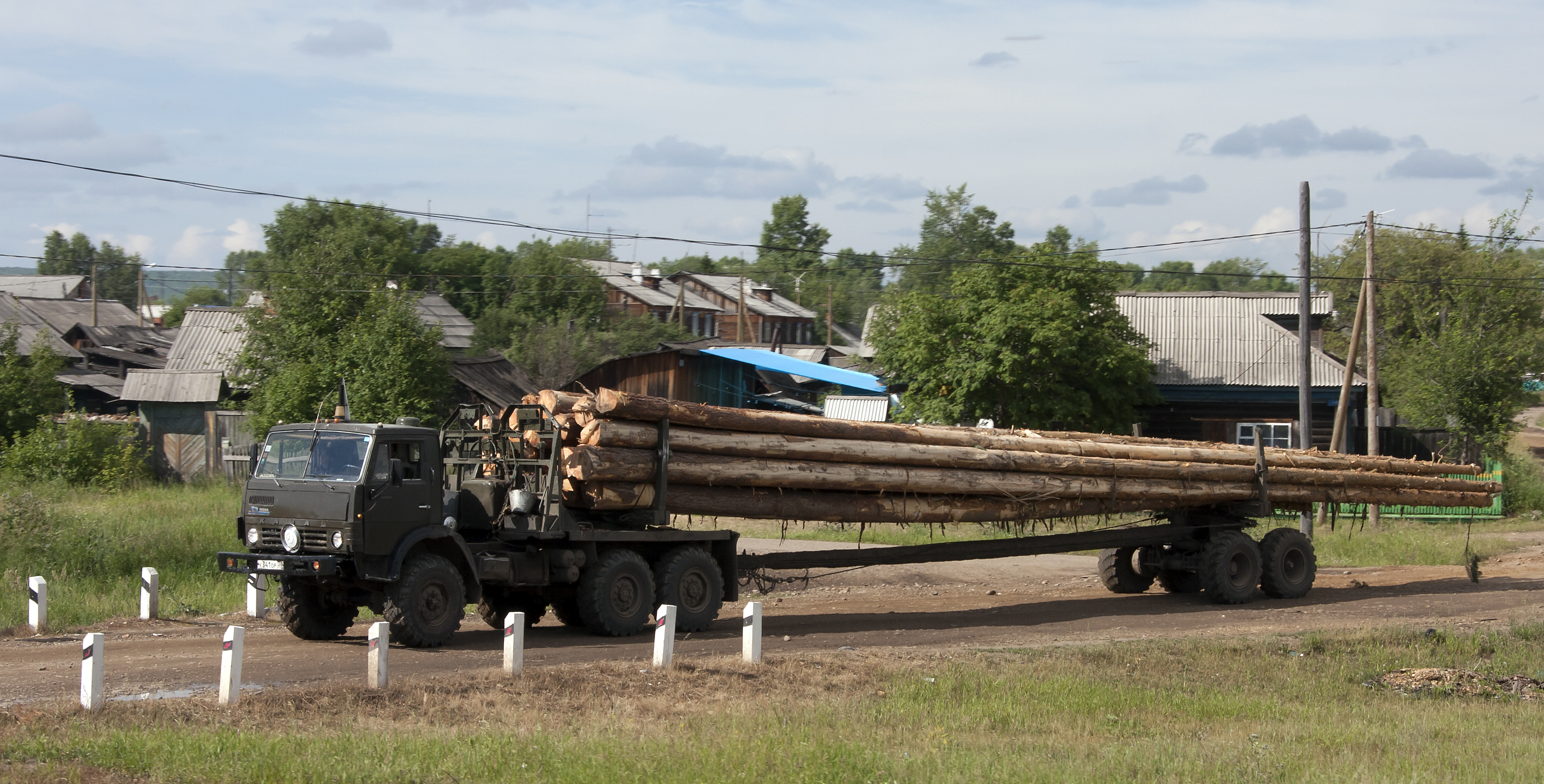
КамАЗ-4310
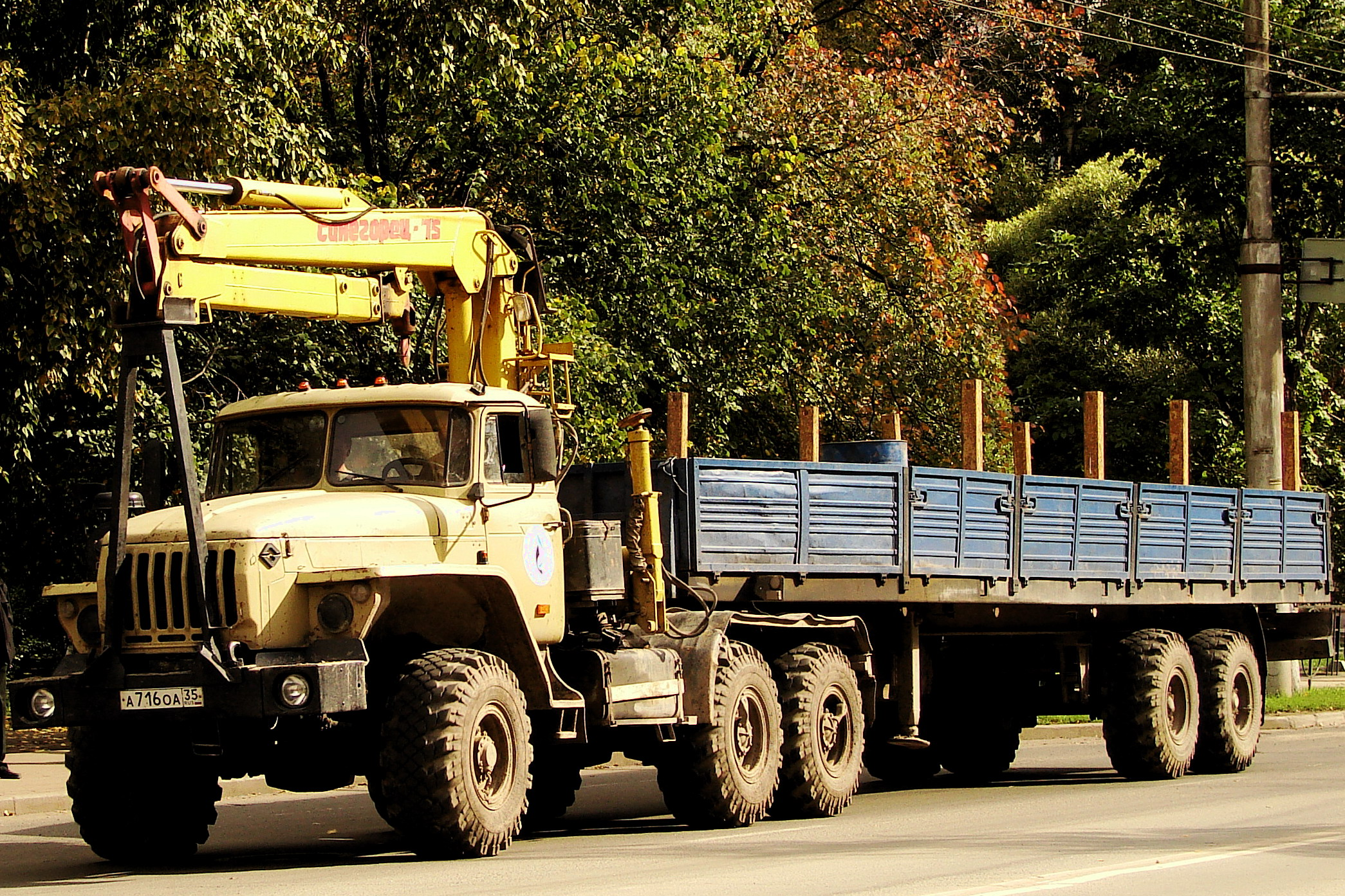
Урал-4320